# Yukarıüçdam, Hasköy
Yukarıüçdam là một xã thuộc huyện Hasköy, tỉnh Muş, Thổ Nhĩ Kỳ. Dân số thời điểm năm 2011 là 463 người.